# Германівська волость
Германівська волость — адміністративно-територіальна одиниця Київського повіту Київської губернії з центром у містечку Германівка.
Станом на 1885 рік складалася з 8 поселень, 8 сільських громад. Населення — 8870 осіб (4471 чоловічої статі та 4570 — жіночої), 1022 дворових господарства.
|                     | Площа, десятин | У тому числі орної, дес. |
| ------------------- | -------------- | ------------------------ |
| Сільських громад    | 7448           | 6452                     |
| Приватної власності | 6879           | 5739                     |
| Іншої власності     | 171            | 126                      |
| Загалом             | 43369          | 10502                    |

Поселення волості на 1885:
- Германівка — колишнє власницьке містечко при річці Красна за 60 верст від повітового міста, 1910 осіб, 230 дворів, православна церква, єврейська синагога, школа, 4 постоялих будинки, 9 лавок, 2 водяних.
- Германівська Слобідка — колишнє власницьке село при річці Красна, 2029 осіб, 280 дворів, православна церква, 2 постоялих будинки, 2 лавки, 2 водяних млина.
- Григорівка — колишнє власницьке село при річці Красна, 591 особа, 80 дворів, православна церква, школа, лікарня, постоялий будинок, лавка, водяний млин, костопальний і бурякоцукровий заводи.
- Гусачівка — колишнє власницьке село при річці Красна, 847 осіб, 122 двори, каплиця, постоялий будинок, водяний млин, цегельний і бурякоцукровий заводи.
- Леонівка — колишнє власницьке село при річці Гузин, 309 осіб, 41 двір, каплиця, постоялий будинок, кузня, кінний млин.
- Матяшівка — колишнє власницьке село при річці Красна, 355 осіб, 57 дворів, каплиця, школа, постоялий будинок, пивоварний і винокурний заводи.
- Семенівка — колишнє власницьке село при річці Красна, 958 осіб, 106 дворів, школа, 3 постоялих будинки, водяний млин.
- Сущани — колишнє власницьке село при річці Гузин, 910 осіб, 105 дворів, православна церква, школа, 2 постоялих будинки.

Старшинами волості були:
- 1909—1913 роках — Олександр Іванович Гетьман[2],[3],[4],[5];
- 1915 року — Дем'ян Христич[6].